# Граматички и природни род у немачком језику
Род се у Лингвистици односи на поделу речи по биолошком или социолошком роду. У немачком језику разликујемо граматички и природни род. Граматички род поседују све именице и могу бити мушког, женског и средњег рода. Природни род, са друге стране се односи на пол неке особе, односно пол особе који је стекла својим рођењем. Из тога закључујемо да ће именица мушкарац (нем. Der Mann) бити мушког рода, а именица жена (нем. Die Frau), женског рода. Све именице се такође у немачком језику пишу великим словом.

## Детерминативи у немачком језику
Детерминативи у немачком језику одређују род, број и падеж једне именице. Они се увек налазе испред једне именице и ближе је одређују, што би значило да сваки род има свој "маркер".
Детерминативи и њихови родови:
Der  - означава мушки род ;
Die - означава женски род ;
Das - означава средњи род ;
Die - означава множину. 
Ово су неодређени чланови:
Ein - означава мушки и средњи род ;
Eine - означава женски род.
Ово су одрични чланови (који имају идентичне облике и употребу као и неодређени чланови, само што постоји један и за множину):
Kein - означава мушки и средњи род ;
Keine - означава женски род и множину.
Сви они се мењају у одређеним сиутацијама, тј. промени падежа или броја именице.

## Одређивање родова именица у немачком језику уз помоћ значења
Немачки језик практикује трородност именица (као и у српском језику). Овим закључујемо да именице могу бити мушког, женског и средњег рода. Страни говорници овог језика често наилазе на потешкоће приликом одређивања рода једне именице, те често уче напамет. 
Род именице се, поред одређених завршетака (суфикса), може лакше одредити и самим значењем именице. 

### Именице мушког рода
| На основу значења                    | Примери | Изузеци                            |
| ------------------------------------ | --- | ---------------------------------- |
| Дани у недељи, месеци и годишња доба | Der Montag (понедељак), Der Freitag (петак) Der Juni (јун), Der Juli (јул) Der Frühling (пролеће), Der Winter (зима) | Das Frühjahr (пролеће) други назив |
| Стране света, ветрови и падавине     | Der Osten (исток), Der Norden (север) Der Monsun (Монсун), der Passat (Пасат) Der Regen (киша), Der Schnee (снег)    |                                    |
| Аутомобили                           | Der Ford, der Opel, der Mercedes                                                                                     |                                    |
| Жестина и вина (пиће)                | Der Kognak (коњак), der Wodka (водка)                                                                                |                                    |
| Новчана средства                     | Der Zehner (десетка), der Hunderter (стотина)                                                                        |                                    |
| Возови                               | Der Bavaria, der ICE, der IC, der Regionalexpress                                                                    |                                    |
| Минерали и стене                     | Der Quarz (кварц), der Granit (гранит), der Glimmer (лискун)                                                         |                                    |

### Именице женског рода
| На основу значења   | Примери | Изузеци                        |
| ------------------- | --- | ------------------------------ |
| Дрвеће и цвеће      | Die Akazie (багрем), die Buche (буква), die Kiefer (бор) Die Orchidee (орхидеја), die Rose (ружа), die Tulpe (лала) | der Ahorn (јавор)              |
| Авиони и бродови    | Die Boeing, die Cessna Die Queen Mary, die Titanic                                                                  | der Airbus, der Jet, der Jumbo |
| Цигарете            | Die Brasil, die Lucky Strike, die Camel                                                                             |                                |
| Поименичени бројеви | Die Eins (један), die Fünf (пет), die Zehn (десет)                                                                  |                                |

### Именице средњег рода
| На основу значења      | Примери                                                                                    | Изузеци                                      |
| ---------------------- | ------------------------------------------------------------------------------------------ | -------------------------------------------- |
| Хотели и кафићи        | Das (Hotel) Intercontinental (хотел Интерконтинентал), das (Café) Laguna (Кафић "Лагуна")  |                                              |
| Деминутиви (умањенице) | Das Männchen (човечуљак, чикица), das Stückchen (комадић), das Seepferdchen (морски коњић) |                                              |
| Слова                  | Das Ypsilon (Y), das A, das C                                                              |                                              |
| Боје                   | Das Blau (плава), das Grün (зелена), das Weiß (бела)                                       |                                              |
| Језици                 | Das Deutsch(e) (немачки), das Serbisch(e) (српски), das Russisch(e) (руски)                |                                              |
| Континенти             | Das Amerika (Америка), das Asien (Азија), das Australien (Аустралија), das Europa (Европа) | die Arktis (Арктик) die Antarktis (Антартик) |
| Земље                  | Das Italien (Италија), das Serbien (Србија), das Argentinien (Аргентина)                   |                                              |
| Места                  | Das Athen (Атина), das Berlin (Берлин), das Belgrad (Београд)                              |                                              |
| Острва                 | Das Ibiza (Ибиза), das Mallorca (Мајорка), das Kreta (Крит)                                |                                              |
| Средства за чишћење    | Das Fit, das Persil (Персил)                                                               |                                              |

## Одступања од правила код земаља
У немачком језику постоји неколико земаља који потпуно одступају од овог правила, а то су:
Земље мушког рода: der Irak (Ирак), der Iran (Иран), der Kongo (Конго), der Libanon (Либан), der Sudan (Судан), der Senegal (Сенегал), der Jemen (Јемен), der Tschad (Чад)
Земље женског рода: die Mongolei (Монголија), die Slowakei (Словачка), die Türkei (Турска), die Ukraine (Украјина), die Schweiz (Швајцарска)
Земље у облику множине: die Niederlande (Холандија), die Philippinen (Филипини), die USA, Vereinigte(n) Staaten (Сједињене Америчке Државе), die Vereinigten Arabischen Emirate (Уједињени Арапски Емирати) 